# 巴爾貝克 (印第安納州)
巴爾貝克（英語：Balbec）是位於美國印第安納州傑伊縣的一個非建制地區。該地的面積和人口皆未知。